# Lasioglossum sphecodimorphum
Lasioglossum sphecodimorphum là một loài Hymenoptera trong họ Halictidae. Loài này được Vachal mô tả khoa học năm 1892.